# A török Itáliában
A török Itáliában (olaszul Il turco in Italia) Gioachino Rossini kétfelvonásos operája. Szövegkönyvét Felice Romani írta Caterino Mazzolà  egy korábbi librettója alapján, melyet Franz Seydelmann egyik operája számára írt 1788-ban. Ősbemutatójára 1814. augusztus 14-én került sor a milánói La Scala operaházban.

## Szereplők
| Szereplő                                             | Hangfekvés   |
| ---------------------------------------------------- | ------------ |
| Don Geronio, nápolyi polgár                          | basszus      |
| Fiorella, a felesége                                 | szoprán      |
| Szelim, török fejedelem                              | basszus      |
| Don Narciso, Fiorella hódolója                       | tenor        |
| Prosdocimo, költő                                    | basszus      |
| Zaida, cigánylány, Szelim korábbi jegyese            | mezzoszoprán |
| Albazar, Szelim bizalmasa                            | tenor        |
| Cigányok, cigánylányok, nép, törökök, báli vendégek. |              |

## Keletkezése, fogadtatása
Rossini ezt az operát a Scala őszi szezonjának kezdetére írta, bemutatója 1814. augusztus 14-én volt Milánóban. Sikertelenségének oka állítólag az volt, hogy a milánóiak úgy érezték, hogy A török Itáliában egyszerű utánzata Rossini korábbi nagy sikerének az Olasz nő Algírban című operának. Mivel a két opera egyáltalán nem hasonlít egymásra, valószínűbb magyarázat, hogy Angelo Anelli (mellesleg az Olasz nő Algírban librettistája) szervezte klakk fúrta meg a bemutatót: Rossini ugyanis nem az ő librettóját használta fel, hanem a kezdő Felice Romani (aki később Donizetti, Bellini és mások számára is írt librettókat) művét. Hét évvel később a mű már tomboló sikert aratott Milánóban.

## Cselekmény
Helyszín: Nápoly
Idő: 19. század eleje

### Első felvonás
Geronio Zaidával, a cigánylánnyal jósoltatja meg, hogy a szeszélyes Fiorella szerelmes-e még belé. Prosdocimo, a költő vígjátékához gyűjt anyagot és amikor megtudja, hogy Zaida korábban a gazdag Szelim szeretője volt, úgy véli rábukkant a megfelelő témára. A nápolyi kikötőbe befutó hajó fedélzetén megérkezik Szelim, aki belehabarodik Fiorellába, akit férje, valamint titkos hódolója Narciso, féltékenyen figyelnek. Szelim Zaidával is találkozik, ez az eset pedig Fiorellát teszi féltékennyé. A költő elégedett a fejleményekkel.

### Második felvonás
Szelim felajánlja Geroniónak, hogy megveszi tőle Fiorellát, de a férfi nemet mond. Prosdocimo újabb intrikát szít: álarcosbált hirdet, ahová mindenkinek török jelmezben kell eljönnie. A bálban Fiorella Szelimnek nézi Narcisót. Zaida Szelim, Fiorella pedig Narciso karjaiban találja magát és csak Geronio marad egyedül. Ez a fordulat már nincs a költő ínyére és ismét beavatkozik. Szelim és Zaida elhajózik, Fiorella pedig kibékül Geronióval, Narciso pedig egyedül marad.

## Híres áriák
- Non si da follia maggiore - Fiorella áriája (első felvonás)
- Per piacere alla signora - Fiorella és Geronio kettőse (első felvonás)
- Intesi: ah! tutto intesi - Narciso áriája (második felvonás)

## Fontosabb felvételei
- Maria Callas (Fiorilla), Nicola Rossi-Lemeni (Selim) Nicolai Gedda (Don Narciso), Franco Calabrese (Geronio) szerepel a milánói Scala előadásán, vezényel Gianandrea Gavazzeni.
- Michele Pertusi (Selim), Cecilia Bartoli (Fiorilla), Alessandro Corbelli, (Geronio) Ramón Vargas (Don Narciso) éneklik a főbb szerepeket a Riccardo Chailly vezényelte La Scala Orchestra kíséretében.
- Simone Alaimo játssza Selimet, Cso Szumi Fiorillát, Alessandro Corbelli Geroniót, Raul Giménez Don Narcisót a Sir Neville Mariner által felvett változatban (Academy of Saint-Martin-in-the-Fields).
- A darab 2007-es, a Rossini Operafesztiválon rögzített változatán Fiorillát Alessandra Marinelli, Selimet Marco Vinco, Geroniót Andrea Concetti énekli, az Orchestra Haydn di Bolzano e Trentót Antonello Allemandi vezényli.
- A Zürichi Operaház előadásának DVD-változatán Franz Welser-Most vezényletével Cecilia Bartoli (Fiorilla), Ruggero Raimondi (Selim) és Paolo Rumetz (Geronio) énekli a főbb szerepeket. Thomas Grimm rendezése látványos, az énekesek teljesítménye kiemelkedő.